# NGC 3549
NGC 3549 este o hi (21cm) source⁠(d) situată în constelația Ursa Mare. A fost descoperită în 12 aprilie 1789 de către William Herschel. Se află la o distanță de 42,27 de megaparseci de Pământ.